# Mark Tewksbury

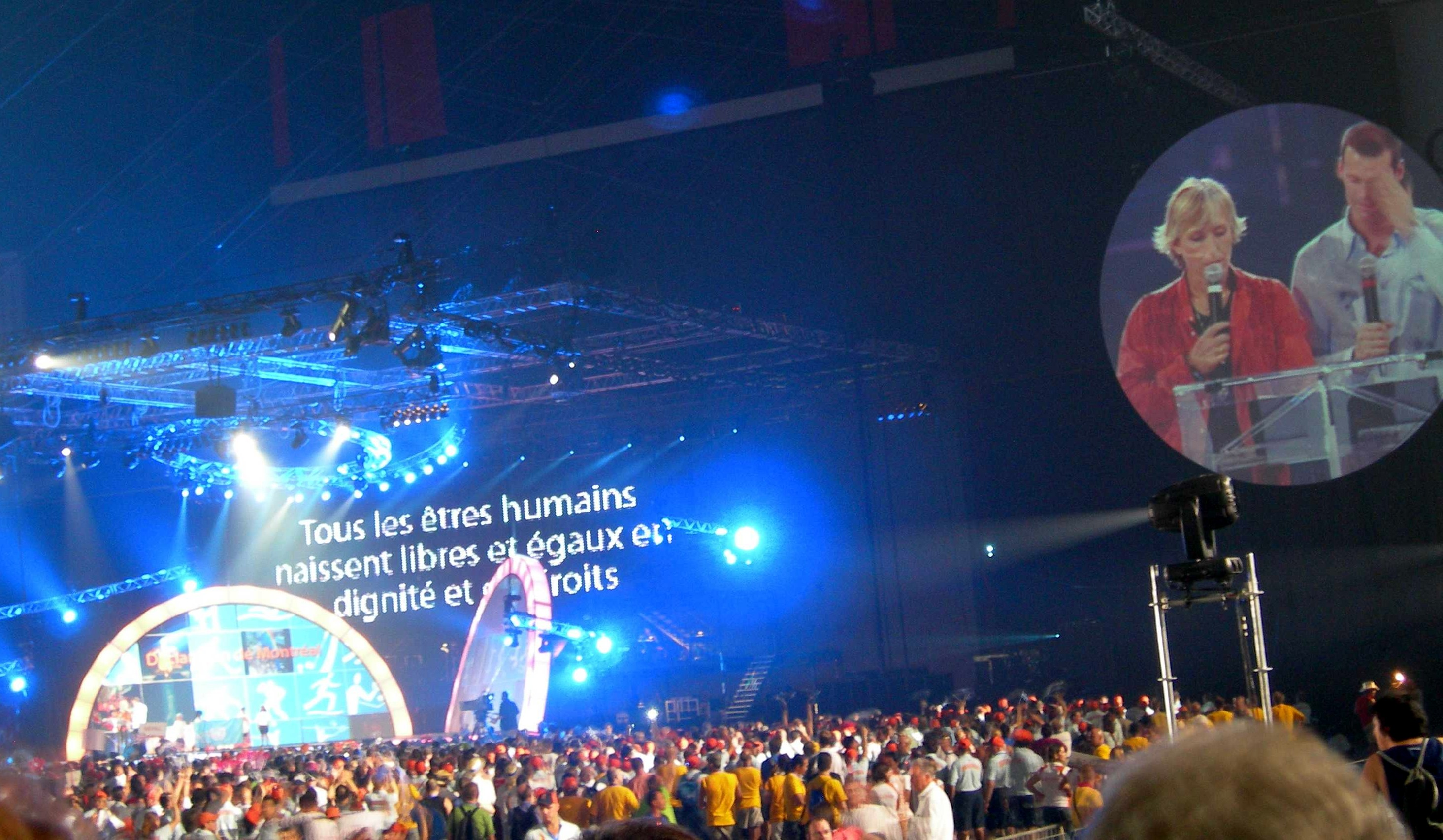
Martina Navrátilová und Mark Tewksbury bei der Eröffnung der ersten Outgames in Montreal, 2006

Mark Tewksbury (* 7. Februar 1968 in Calgary, Alberta) ist ein ehemaliger kanadischer Schwimmer.
Mit der kanadischen 4 × 100-m-Lagenstaffel gewann er bei den Olympischen Spielen 1988 in Seoul die Silbermedaille. Vier Jahre später konnte er eine Bronzemedaille mit der Lagenstaffel bei den Olympischen Spielen 1992 in Barcelona gewinnen. Seinen größten Erfolg feierte er jedoch über 100 m Rücken, als er 1992 Olympiasieger wurde. Im Jahr 2000 wurde er in die Ruhmeshalle des internationalen Schwimmsports aufgenommen.
Mark Tewksbury outete sich 1998 als schwul und gehört damit zu den wenigen ehemaligen Spitzensportlern, welche offen zu ihrer Homosexualität stehen.
Er ist Vorstandsmitglied der Vereinigung Gay and Lesbian Athletics Foundation.
Am 5. August 2010 wurde er zum Repräsentanten des kanadischen Teams für die Olympischen Sommerspiele 2012 ernannt.

## Werke
Mark Tewksbury ist Autor des Buches Inside Out – Straight Talk from a Gay Jock.